# Messor julianus
Messor julianus är en myrart som först beskrevs av Theodore Pergande 1894.  Messor julianus ingår i släktet Messor och familjen myror.

## Underarter
Arten delas in i följande underarter:
- M. j. clarior
- M. j. julianus
- M. j. manni

## Bildgalleri